# And One
And One ist eine deutsche Synthie-Pop-Band, die 1988 in Berlin gegründet wurde.

## Geschichte
And One wurde Ende der 1980er Jahre von Steve Naghavi und Chris Ruiz gegründet. Erstmals aufmerksam wurde man auf And One, als sie in der DFF-Jugendsendung Elf 99 auftrat. Dort trugen sie den Song Life Isn’t Easy in Germany vor. Den Durchbruch in der Synthiepop-Szene erreichte And One mit ihrer Debütsingle Metalhammer im Jahr 1990. Im Folgejahr wurde And One als „Best New Artist“ ausgezeichnet. Während jahrelang Steve Naghavi, Joke Jay und Rick Schah die Band bildeten, besteht sie heute – nach mehreren Umbesetzungen – wieder aus dieser Besetzung und wird von Nico Wieditz unterstützt. Naghavi ist der Sänger, Songwriter und Produzent der Band. Chriz Ruiz war, nachdem er 1992 And One verließ, von 2001 bis 2011 wieder Mitglied der Band.
Einen künstlerischen Höhepunkt erreichte die Band 1994 mit dem Album I.S.T. Bis 2006 kamen vier Studioalben in die Top 40 der deutschen Albumcharts, eines davon auf Platz 15. Im März 2011 erschien das Album Tanzomat, in dessen Vorlauf ab September 2010 die ausverkaufte „Tanzomat-Fulltimeshow-Tour“ stattfand. Anfänglich stand And One bei Machinery unter Vertrag. Nachdem diese Verbindung 1996/1997 geendet hatte, veröffentlichte die Band in der Folgezeit bis zum Jahr 2003 bei Virgin (EMI Group) vier weitere Alben. Seit Februar 2006 war And One beim Independent-Label Out of Line.
Im Juni 2011 verkündeten Chris Ruiz und Gio van Oli per Videobotschaft ihren Ausstieg bei And One und die Gründung ihres neuen Projekts Pakt. Beim folgenden Konzert, als And One als Special Guest von Unheilig spielte, traten als Ersatz die beiden ehemaligen Bandmitglieder Rick Schah und Joke Jay sowie Mister X auf. Im selben Monat gab And One die Rückkehr von Rick Schah und Joke Jay zur Band bekannt. Bei Konzertauftritten im September 2011 unterstützte Nico Wieditz die Band. In einem Interview mit dem Sonic Seducer zu Beginn des Jahres 2012 bezeichnete Naghavi ihn als festes Bandmitglied. 2011 fand auch die Sextron-Tour der Band durch Deutschland statt, bei der die Bands DeVision und Camouflage als Vorgruppen auftraten.
Anfang 2012 erschien seitens der inzwischen an die Plattenfirma SPV gebundenen Band die EP Back Home. Zu diesem Zeitpunkt befand sich das Album S.T.O.P. in Arbeit, das im Mai 2012 erschien. Im September 2012 kündigte Naghavi auf der offiziellen Webseite von And One eine im Herbst 2013 beginnende Abschiedstournee mit daran anschließender Auflösung der Gruppe an. Im August 2013 wurde die Tour in And One Forever umbenannt und schließlich nach einem Beinbruch Naghavis Ende September 2013 auf das Frühjahr 2014 verschoben.

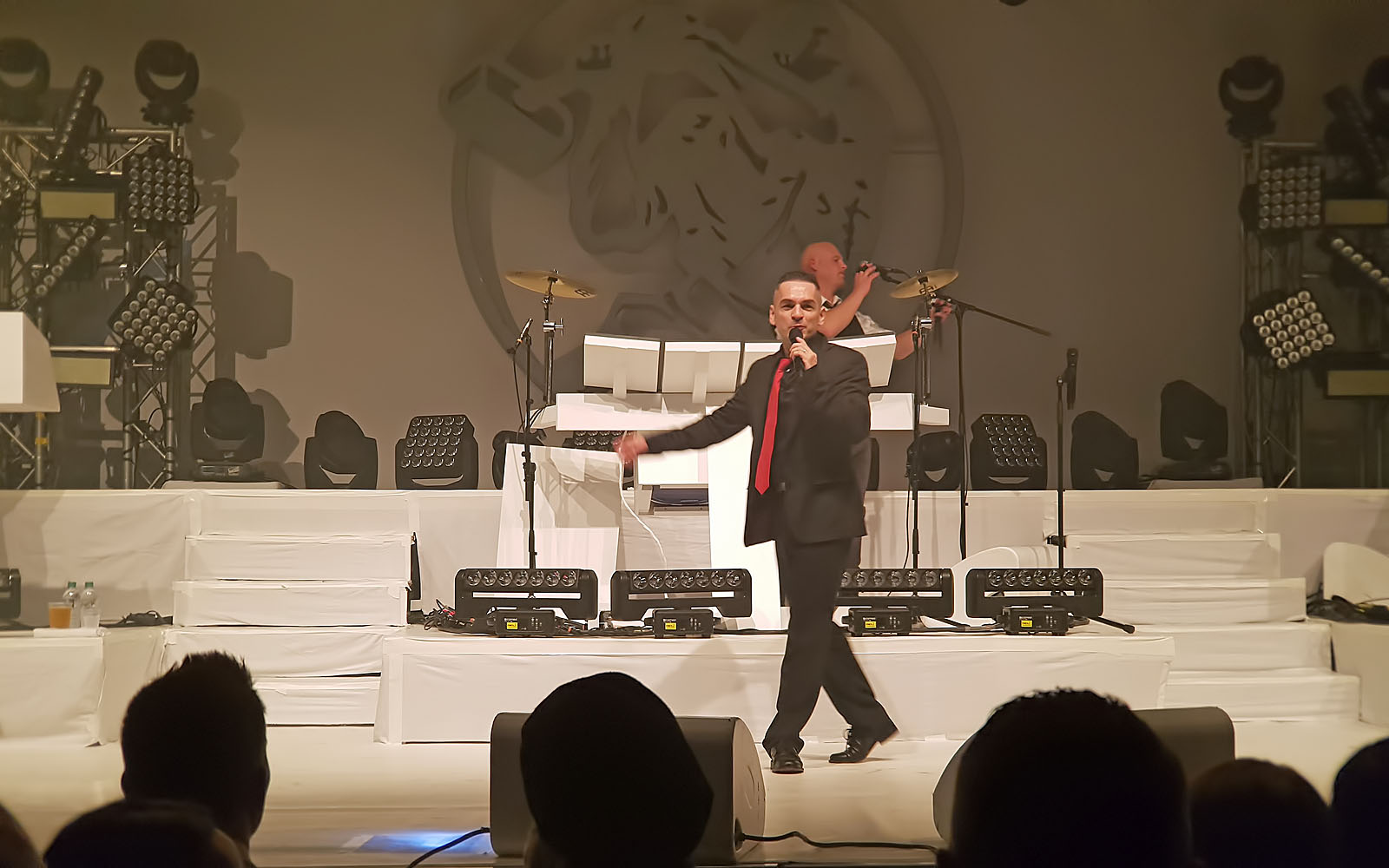
And One (2016)

Im Februar 2014 wurden drei neue Songs vorgestellt, je einer zur Albentrilogie Propeller, Magnet und Achtung 80. Im August 2014 wurde die Trilogie mit je zehn Songs in vier verschiedenen Formaten veröffentlicht. Dies war auch die erste Produktion von Deutschmaschine Schallplatten, der neu gegründeten Plattenfirma Naghavis.

## Trivia
Der Täter des Massakers von Parkland hörte nach eigener Aussage im Polizeiverhör während der Tatausführung u. a. das Lied Panzermensch. Sein „Dämon“ habe die „bösen Lieder“ ausgesucht, die auch Panzermensch beinhalteten.

## Diskografie
Studioalben

| Jahr | Titel Musiklabel                                                                  | Höchstplatzierung, Gesamtwochen, AuszeichnungChartsChartplatzierungen (Jahr, Titel, Musiklabel, Platzierungen, Wochen, Auszeichnungen, Anmerkungen) | Anmerkungen |
| Jahr | Titel Musiklabel                                                                  | DE | Anmerkungen |
| ---- | --------------------------------------------------------------------------------- | --- | --- |
| 1991 | Anguish Machinery Records                                                         | — | Erstveröffentlichung: Juli 1991 Erscheinungsformate: CD, LP Produzent: Jorgen Mulder (alias 'Jor Jenka')                           |
| 1992 | Flop! Machinery Records                                                           | — | Erstveröffentlichung: 1992 Erscheinungsformate: CD, LP, MC, 12xAAC Produzent: Jorgen Mulder (alias 'Jor Jenka')                    |
| 1993 | Spot Machinery Records                                                            | DE90 (3 Wo.)DE | Erstveröffentlichung: 1993 Erscheinungsformate: CD, MC, 12xAAC Produzenten: Jorgen Mulder (alias 'Jor Jenka'), Steve Naghavi       |
| 1994 | I.S.T. Machinery Records                                                          | — | Erstveröffentlichung: 1994 Erscheinungsformate: CD, 2xCD, MC, 15xAAC Produzenten: Jorgen Mulder (alias 'Jor Jenka'), Steve Naghavi |
| 1997 | Nordhausen Virgin Records                                                         | DE59 (2 Wo.)DE | Erstveröffentlichung: 1997 Erscheinungsformate: CD, LP, MC Produzenten: Steve Naghavi, Joke Jay                                    |
| 1998 | 9.9.99 9 Uhr Virgin Records                                                       | DE15 (6 Wo.)DE | Erstveröffentlichung: 1998 Erscheinungsformate: CD, 2xCD, MC Produzent: Steve Naghavi                                              |
| 2000 | Virgin Superstar Virgin Records                                                   | DE33 (4 Wo.)DE | Erstveröffentlichung: 2000 Erscheinungsformat(e): CD Produzenten: Christer Hermodsson, Steve Naghavi                               |
| 2003 | Aggressor Out of Line                                                             | DE33 (2 Wo.)DE | Erstveröffentlichung: 2003 Erscheinungsformate: CD, 12xAAC Produzent: Steve Naghavi                                                |
| 2006 | Bodypop Out of Line                                                               | DE30 (3 Wo.)DE | Erstveröffentlichung: 2006 Erscheinungsformate: CD, 2xCD, 12xAAC Produzent: Steve Naghavi                                          |
| 2011 | Tanzomat Out of Line                                                              | DE23 (2 Wo.)DE | Erstveröffentlichung: 2011 Erscheinungsformate: CD, 2xCD, CDR, 12xWAV Produzent: Steve Naghavi                                     |
| 2012 | S.T.O.P. Synthetic Symphonie/SPV                                                  | DE24 (1 Wo.)DE | Erstveröffentlichung: 2012 Erscheinungsformate: CD, 2xCD Produzenten: Steve Naghavi, Niko Wieditz, Daniel Myer                     |
| 2014 | Trilogie I (Magnet, Propeller, Achtung 80) Deutschmaschine Schallplatten/Soulfood | DE2 (4 Wo.)DE | Erstveröffentlichung: 2014 Erscheinungsformate: CD, 3xCD, 6xCD, 3xLP+BD, 10xFLAC³ Produzent: Steve Naghavi                         |